# Eriococcus ribesiae
Eriococcus ribesiae är en insektsart som först beskrevs av Borchsenius 1960.  Eriococcus ribesiae ingår i släktet Eriococcus och familjen filtsköldlöss. Inga underarter finns listade i Catalogue of Life.